# اروچ‌لو (کوزان)
اروچ‌لو (به ترکی استانبولی: Oruçlu) یک منطقهٔ مسکونی در ترکیه است که در قوزان (ترکیه) واقع شده‌است.